# Mauro Biglino
Mauro Biglino (Torino, 13 settembre 1950) è uno scrittore italiano.
Iniziò una carriera nel settore finanziario, poi interrotta dopo le condanne penali nell'ambito del crack Bersano nei primi anni novanta. Successivamente studiò lingue antiche da autodidatta e lavorò per le Edizioni Paoline, da cui venne estromesso dopo aver iniziato a divulgare una propria teoria di interpretazione della Bibbia, a cui deve la sua notorietà e il successo editoriale.
La sue teorie riguardanti la Bibbia e la storia della chiesa abbracciano diverse teorie della cospirazione, l'ufologia e la speculazione pseudoscientifica sugli antichi astronauti. Le sue idee sono per determinati aspetti analoghe a quelle espresse nelle opere letterarie di Erich von Däniken e Zecharia Sitchin, inoltre i suoi stili comunicativi e il clima delle conferenze dove predica sono ritenute affini alle dinamiche delle sette, attirando l'attenzione del CESNUR.
L'elemento alla base della sua interpretazione della Bibbia è che il testo non parlerebbe mai di un Dio come essere spirituale, ma di molteplici entità, esseri da lui descritti come fisici e non spirituali, appartenenti a una civiltà ignota molto sviluppata (forse extraterrestre), chiamati Elohim. Questi esseri sarebbero giunti sulla Terra e poi divinizzati dai popoli antichi, e dotati di tecnologie molto avanzate con cui avrebbero generato il moderno Homo sapiens tramite l'ingegneria genetica. Secondo tale interpretazione, la Bibbia racconterebbe la storia del rapporto tra uno di costoro, Yahweh, governatore militare, e il suo popolo, gli israeliti, non con tutti gli ebrei o l'intera umanità, limitandosi ai discendenti dalla famiglia di Giacobbe.

## Biografia
Mauro Biglino, dopo aver frequentato il liceo salesiano Valsalice di Torino, fece parte del corpo di fanteria degli alpini, ricoprendo il ruolo di infermiere. Ha lavorato in ambito finanziario fino ai primi anni novanta, quando venne condannato nell'ambito di uno scandalo finanziario noto giornalisticamente come "crack Bersano". A partire dagli anni 2000 si è interessato allo studio dell'ebraico come autodidatta frequentando la comunità ebraica di Torino e prendendo alcune lezioni serali. Tra il 2008 e il 2009 ha collaborato con la casa editrice Edizioni San Paolo per la quale si è occupato della traduzione interlineare di diciassette libri del testo masoretico della Bibbia: i dodici Profeti minori e le cinque Meghillot, traduzioni raccolte nei due volumi I profeti minori e I cinque Meghillôt.
Autore del volume Chiesa Romana Cattolica e Massoneria. Realmente così diverse? (2009), ha dichiarato di essere stato membro della massoneria per una decina d'anni con il grado di "maestro" di loggia, e di esserne uscito verso metà degli anni duemila, pur avendo mantenuto rapporti amichevoli con l'associazione.
Dopo la breve esperienza presso Edizioni Paoline, negli anni 2010 inizia a sostenere, divulgare e sviluppare alcune idee di natura pseudoscientifica e pseudostorica, la cosiddetta teoria degli antichi astronauti, un preesistente insieme di credenze prive di riscontri, secondo cui nell'antichità sarebbero giunti sulla Terra degli extraterrestri intelligenti. Queste attività gli sono valse un crescente successo mediatico, editoriale e sul web. Dal 2022 pubblica alcuni articoli anche sull'edizione cartacea della rivista svizzera di paleoastronautica Sagenhaften zeiten diretta da Erich von Däniken.
Nel 2023 ha dichiarato di essere affetto dalla sindrome di Tourette.

## Tesi e ipotesi
L'opera di Biglino consiste in una disamina della Bibbia, partendo dall' interpretazione paleoastronautica dell'Antico Testamento. Fa comparazioni all'interno della Bibbia stessa cercando di darne una lettura coerente paragonandola anche con mitologie di altre tradizioni, come Iliade, Odissea, mitologia sumerica e nordica, le quali ricondurrebbero tutte all'intervento degli extraterrestri sulla Terra. Dal 2016 tratta del Nuovo Testamento, occupandosi del personaggio Gesù basandosi sulla sua interpretazione veterotestamentaria. A partire da La caduta degli Dei del 2017, tutti i suoi libri sono realizzati con coautori, a parte Gods of the Bible del 2023. Il suo metodo si basa sull'applicazione del postulato: "facciamo finta che...", secondo il quale si ipotizza che ciò che scrivevano gli antichi autori (sia biblici che extra-biblici) fosse una cronaca degli eventi e non una narrazione teologica attraverso l'uso di allegorie. Nei suoi libri Gli dei baltici della Bibbia, del 2019, e La Bibbia. Il regno del nord?, del 2021, ipotizza che alcune vicende veterotestamentarie possano avere anche, in parte, una coerente collocazione in Nord Europa, ricollegandosi a Felice Vinci, autore di Omero nel Baltico, e portate in seguito come leggende dai popoli emigrati al sud, ignorando che quei luoghi hanno nomi ispirati alla Mezzaluna Fertile e non viceversa, oppure in quanto gli alieni di cui si parla nella Bibbia avrebbero abbandonato la "base" in Medio Oriente per spostarsi nel nord Europa nel 70 d.C. quando i romani guidati da Tito distrussero il Tempio di Gerusalemme; in Finlandia avrebbero ricreato i toponimi dell'Israele biblico, senza che nessuna fonte del periodo abbia riportato un avvenimento di tale proporzione..
Biglino affronta la Bibbia da un lato attribuendole una natura di cronaca storica, dall'altro avanzando ipotesi inseribili nel filone del neoevemerismo, della paleoastronautica, del creazionismo non religioso e assimilabili a quelle di Zecharia Sitchin, altro sostenitore della teoria degli antichi astronauti, e altri autori dello stesso genere di studi (Erich von Däniken, Walter Raymond Drake, Mario Pincherle, Peter Kolosimo, Padre Barry Downing, Padre Enrique Lopez Guerrero, Padre Salvador Freixedo, Billy Meier, Claude Vorilhon detto Raël, Robert Charroux). In particolare la sua teoria è affine a quelle di von Däniken e Sitchin; quest'ultimo sosteneva che alieni umanoidi chiamati Anunnaki o Elohim, di aspetto simile ad esseri umani europei (assomiglianti quindi ai cosiddetti alieni nordici di certe teorie ufologiche europee anziché ai classici alieni grigi o rettiliani delle teorie anglosassoni) e difficili da distinguere, avrebbero creato gli uomini moderni modificando gli ominidi con l'ingegneria genetica per ottenere della manodopera che li servisse. A differenza di Biglino, Sitchin si ispirava, più che alla Bibbia, ad antichi testi mesopotamici.

### Elohim e Yahweh
La tesi portante di Biglino è quella che attribuisce determinati significati a determinate parole. Contestando la traduzione comune di certi termini, egli propone una lettura della Bibbia, che dice essere letterale, operando delle sostituzioni: a certe parole sostituisce il termine ebraico traslitterato. Ecco gli esempi principali:
- Al posto di Dio[23] viene lasciato Elohim.
- Al posto di Signore o Eterno viene lasciato Yahweh
- Al posto di Altissimo viene lasciato Elyon[15] (il capo degli Elohim).
- Al posto di Dio Onnipotente[24] viene lasciato El Shaddai.
- Al posto di spirito viene lasciato ruach, che per Biglino sarebbe un disco volante.
- Al posto di gloria viene lasciato kavod, che per Biglino sarebbe un disco volante.

Biglino afferma inoltre che il nome Yahweh sarebbe stato originariamente assente nei primi capitoli della Genesi – almeno fino alla vicenda del diluvio – e modificato in seguito da teologi ebrei yahwisti in luogo del termine Elohim. Operando queste sostituzioni ne viene fuori una nuova lettura. Gli Elohim sono un gruppo di alieni con tecnologie avanzatissime, una grandissima longevità (olam, un tempo lunghissimo in ebraico, secondo Biglino alcune migliaia dei nostri anni) ma mortali, che hanno fabbricato l'uomo mediante ingegneria genetica, ed erano appartenenti ad una specie geneticamente compatibile con quella umana; infatti hanno innestato segmenti del proprio DNA su specie ominidi preesistenti per avere della manodopera per estrarre oro in Africa, forse per utilizzarlo per le tecniche genetiche volte all'allungamento della vita per tempo indefinito, riparando i telomeri dei cromosomi. Un'altra ipotesi che presenta nel primo libro, legandosi agli Anunnaki del pianeta Nibiru, la loro longevità deriverebbe dal fatto che il periodo di rivoluzione del loro pianeta sarebbe di 3600 anni.
Gli Elohim sono conosciuti da tutti i popoli della Terra con nomi diversi, come Deva in India, Anunnaki dai Sumeri, Theoi da Greci, Dei dai Romani, Asi nella mitologia norrena, Netjeru dagli egizi, Viracocha dai nativi americani e presenti anche nella religione celtica.
Il termine Elohim non designa esclusivamente Yahweh, così come riportato in Giosuè 24:15, esso è parimenti impiegato in riferimento a quelli che la Bibbia chiama falsi idoli adorati dai nemici Amorrei e dai padri di Israele residenti oltre il fiume mesopotamico, quali Chemosh, Milkom e numerosi altri, benché questi vengano annoverati tra le divinità pagane nella tradizione e nella mitologia. Yahweh – successivamente identificato come "Dio" nella cultura ebraica e cristiana – era in realtà solo uno dei tanti Elohim, e uno dei meno importanti, un militare che era a capo del popolo d'Israele (e che potrebbe forse corrispondere al mesopotamico Ishkur, figlio di Enlil), ossia i membri della famiglia di Giacobbe (non tutti i semiti e gli "ebrei", ossia i discendenti di Eber antenato di Abramo, ma solo gli israeliti, quindi, dopo l'esilio a Babilonia, i giudei, i leviti e i beniaminiti, gli ebrei praticanti l'ebraismo ufficiale del giudaismo, oltre ai samaritani e alle tribù perdute); queste dato che a ogni Elohim veniva assegnato un popolo; egli era assolutamente un dittatore sanguinario che veniva costantemente tradito dai suoi che preferivano altri Elohim, come i vari Baal o Astarte (letteralmente demonizzati nella Bibbia, come ad esempio Ba' al Zebub, diventato Belzebù, "signore delle mosche" nelle traduzioni ufficiali, secondo Biglino era invece un appellativo sarcastico usato dagli ebrei, dal significato "signore del principato/potente"). Non tutti gli Elohim erano militari guerrafondai come Yahweh o Ares, molti erano scienziati, coltivatori, legislatori, ingegneri, sapienti o artisti, ad esempio amanti della letteratura, della bellezza o della musica come molte divinità dell'antica Grecia (Afrodite, Apollo, Demetra, Iside, le Muse e Prometeo) o induiste come Krishna, che insegnò agli uomini la meditazione.
Secondo Biglino e Gian Matteo Corrias, Yahweh era forse venerato ad esempio anche a Creta dai minoici, dai Madianiti e nella civiltà nuragica sarda sotto forma di toro (si veda anche la rappresentazione del vitello d'oro nel Libro dell'Esodo).

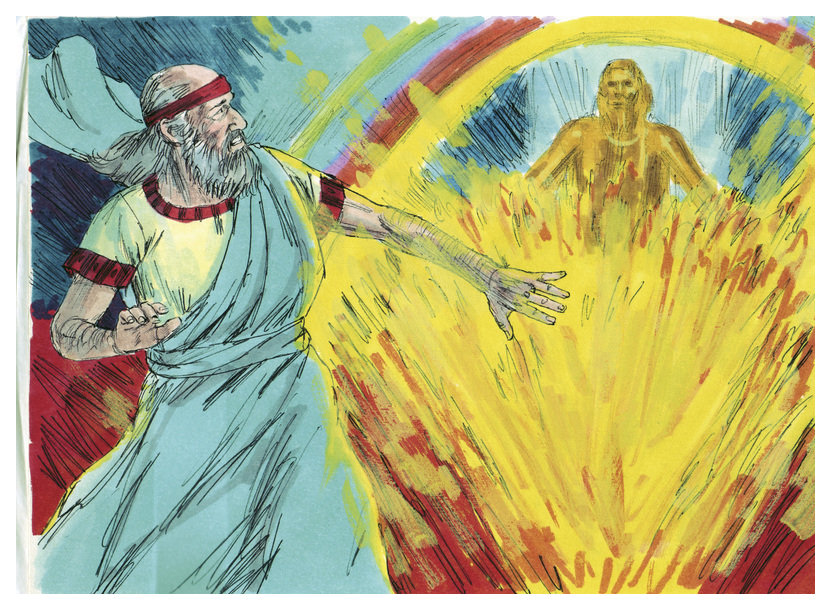
Raffigurazione moderna di Ezechiele che vede i cherubini, il ruach e il kavod o carro di Yahweh

Possedeva secondo Biglino mezzi volanti potentissimi come il grande kavod e il ruach, che ustionano la faccia di Mosè, o altri più piccoli, come i cherubini (keruvim), probabilmente "moto volanti"; nel libro La caduta degli Dei tre ingegneri aerospaziali hanno disegnato il kavod e i cherubini sulla base delle fonti, e i cherubini sono simili ad aerei da guerra o hanno la forma dei moderni droni a quadricottero. Questi oggetti volanti somiglierebbero ai Vimana induisti. Biglino identifica sette tipi di mezzi utilizzati dagli Elohim nella Bibbia, paragonabili a quelli che si trovano descritti anche e nei poemi di Omero.. Yahweh ordinava costantemente stermini dei popoli nemici del suo e imponeva le sue leggi. Il segno di riconoscimento dell'alleanza con lui era la circoncisione. L'Arca dell'Alleanza sarebbe stata una sorta di generatore elettrico utilizzato come arma di guerra dagli israeliti mentre l'efod un mezzo di comunicazione elettronico a distanza dato ai sacerdoti; Yahweh avrebbe posseduto anche armi chimiche e armi biologiche, lanciafiamme e altre armi, come le tzirah (solitamente tradotto come "calabroni"). Gli Elohim richiedevano sacrifici animali e umani fatti secondo regole rigorose di cui gradivano specialmente inalare il fumo del grasso bruciato, dato che per il loro sistema nervoso e metabolismo questo odore (che sarebbe simile a quello dell'ambiente spaziale) agiva da calmante generando endorfine ed endocannabinoidi, in particolare tramite lo sprigionamento di pirazina contenuta nel fumo; essi lo univano per rilassarsi all'uso di bevande inebrianti. In base ai propri studi etimologici sostiene che Moloch non fosse una divinità bensì una forma di sacrificio umano del fuoco simile all'olocausto biblico (vittima interamente bruciata) praticato per tutti gli Elohim, poi vietato tra gli israeliti solo sotto il re Giosia, e che dalla stessa parola fenicia (molk, "mandare verso l'alto") deriverebbe il termine latino missa da cui la Messa cristiana come simbolico sacrificio di "energia".

#### Ipotesi di Biglino riguardo agli Elohim
Biglino afferma di non sapere dalle fonti la provenienza degli Elohim: 
(Mauro Biglino, Mauro Biglino chiarisce 2 temi importanti!, su maurobiglino.it)
 Tuttavia ne elenca alcune ipotesi, da prendere come tali, che spaziano fra l'ufologica, le antiche civiltà perdute, i viaggiatori del tempo e la pura fantasia:
1. Potevano essere extraterrestri.
2. Potevano essere una civiltà terrestre uscita dal pianeta Terra e poi rientrata.
3. Potevano essere i residui di una civiltà antidiluviana.
4. Potevano essere degli esseri umani tornati indietro nel tempo dal futuro.
5. Potevano essere abitanti della terra cava.
6. Potevano essere dei personaggi immaginari, romanzeschi, creati dalla fantasia degli autori biblici. Per quanto a suo parere sia molto difficile che all'epoca si facessero racconti e non cronache, a causa dei costi della scrittura.

Secondo Biglino infatti non è tanto importante sapere chi fossero gli Elohim e quale origine avessero, dato che la vera scoperta fondamentale è comprendere che con Elohim la Bibbia non intende mai parlare di Dio così come viene presentato dalla fuorviante interpretazione teologica.

#### La storia biblica

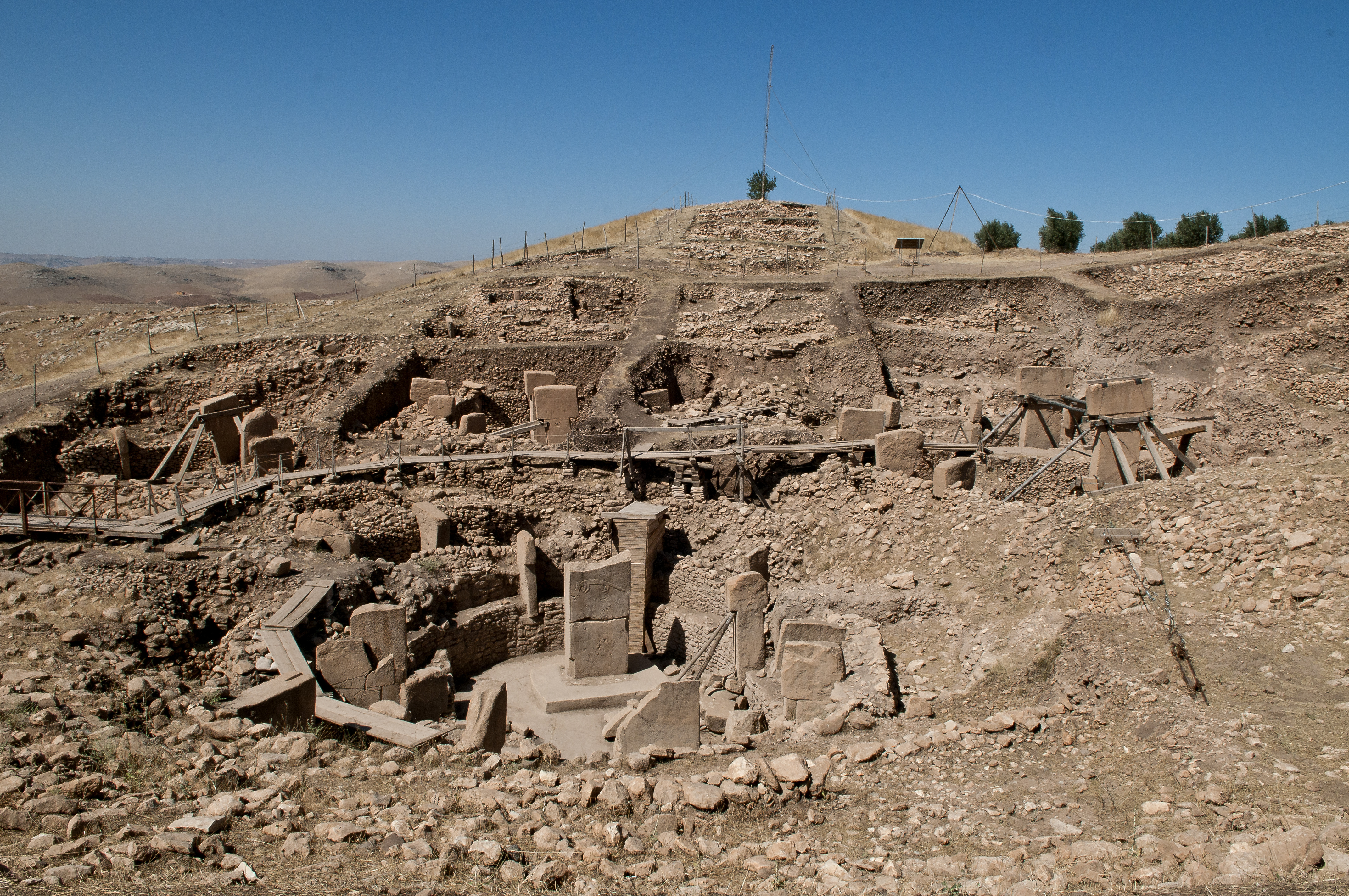
Le rovine di Göbekli Tepe

Nel libro Non c'è creazione nella Bibbia, scrive che il primo capitolo della Genesi parla della costruzione di una diga e della bonifica di un terreno, con la successiva costruzione di un laboratorio botanico e di ingegneria genetica, il Gan Eden, un impianto di produzione intensiva di cibo tramite organismi geneticamente modificati (situato secondo lui a Göbekli Tepe), come sarebbe stato il giardino di Alcinoo, re dei Feaci a Scheria, nell'Odissea. Il sole e la luna del racconto sarebbero i sistemi di illuminazione per il giorno e per la notte di questa installazione. La frase "Sia la luce" va interpretata come "Facciamo luce sulla situazione". Biglino afferma che il verbo barà non significhi creare e meno che mai creare dal nulla, bensì intervenire su una situazione già esistente: 
(Mauro Biglino, Lorena Forni, La Bibbia non l'ha mai detto, Mondadori)
 Tuttavia non fornisce una propria traduzione precisa del primo versetto della Genesi ("In principio Dio creò il cielo e la terra"), ma si limita a dire che "bereshit", in principio, va inteso come "all'inizio di questa storia", non della storia del "mondo". In una partecipazione televisiva ha affermato la seguente frase: "Non c'è nessun filologo al mondo, filologo al mondo che dica che Elohim significa Dio, lo dicono solo i teologi, i tentativi filologici di definire il significato di Elohim portano a tutta una serie di significati su cui non c'è nessuna certezza, ma Dio non c'è" (non c'è nella Bibbia). Ha anche affermato che Elohim col verbo al singolare indichi gli Elohim in quanto componenti di un gruppo, mentre col verbo al plurale indicherebbe gli Elohim in quanto individui (spesso il gruppo dei legislatori o dei giudici).
Dopo i Sapiens preadamitici creati 250.000 anni fa in Africa, secondo Biglino essi diedero vita ad Adamo, il capostipite degli umani "adamiti" nel 4500 a. C. circa, mettendolo a lavorare nel Gan Eden nei pressi della Mesopotamia; Adamo sarebbe stato creato con lo tselèm degli Elohim, ovvero il DNA, perfezionando la precedente versione umana, mentre Eva sarebbe stata clonata da Adamo con del materiale preso vicino alla costola o dalla cresta iliaca.

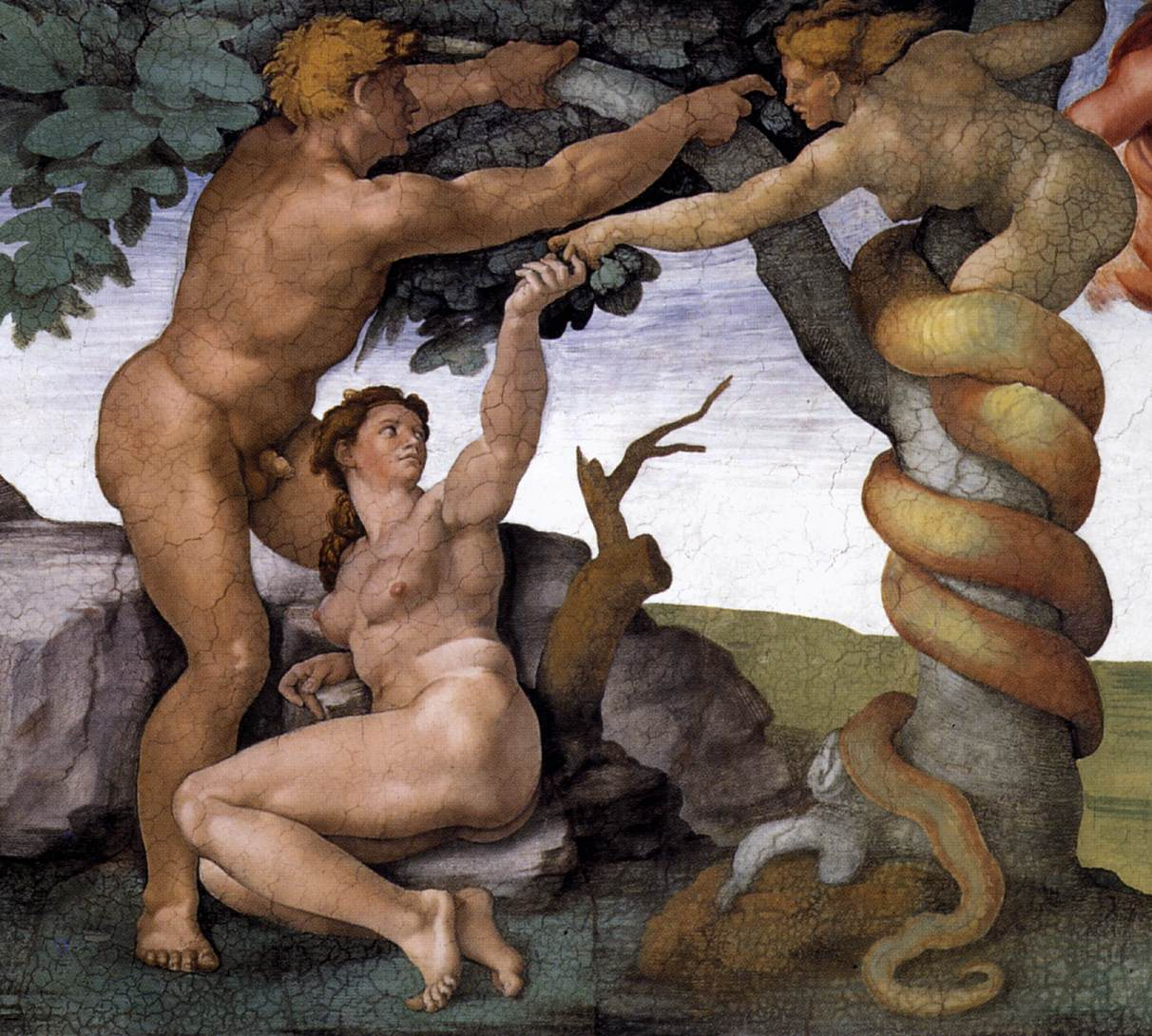
Michelangelo, Adamo ed Eva assieme al Serpente nell'Eden, particolare dell'affresco Peccato originale e cacciata dal Paradiso terrestre, Cappella Sistina. Il serpente è raffigurato qua in sembianze femminili che Biglino paragona a Lilith, prima sposa di Adamo o madre surrogata di Eva.

Entrambi sarebbero stati non due individui ma un gruppo. Parte di queste ipotesi sono basate sui libri di Zecharia Sitchin. Il serpente sarebbe stato un altro elohim (identificato con l'anunnaki mesopotamico Enki e col Poseidone greco, che amava di più gli adam rispetto agli altri elohim, considerato il "creatore" dei Sapiens in Africa del Sud assieme alla genetista Elohim-Anunnaki Ninmah, creatrice dell'adamu nella mitologia sumero-accadica), quindi un ingegnere genetico dissenziente rispetto ai guardiani del Gan Eden, e che avrebbe reso fertile e poi sedotto "Eva", con cui avrebbe concepito Caino, che diede vita alla linea autonoma dei cainiti di Nod, ripudiati come "stirpe del serpente" ("Io porrò inimicizia tra te e la donna, tra la tua stripe e la sua stirpe: questa ti schiaccerà la testa e tu le insidierai il calcagno"), mentre Abele sarebbe stato figlio di Adamo, creato con la procreazione assistita (entrambi con sorelle gemelle), e Set probabilmente era un clone di Adamo stesso per sostituire Abele dopo la sua uccisione da parte di Caino, per questo cacciato in mezzo agli uomini non adamiti. Dopo essersi riprodotti in autonomia, anche gli adamiti furono considerati pericolosi dai padroni dell'Eden, ed espulsi dal "giardino", privati delle tecniche genetiche per una lunga vita (simboleggiate dall'Albero della vita) e obbligati a procurarsi da soli il cibo in mezzo agli altri uomini.
(Genesi 3)
Tuttavia gli adamiti si mescolarono poi anche coi cainiti e con gli altri Homo sapiens una volta usciti dalla Mesopotamia. Gli Elohim genetisti che erano in disaccordo coi capi fornirono comunque gli adamiti di vite molto lunghe (il massimo i 969 anni di Matusalemme), fino a quando alla fine furono riammessi nel gruppo e tutti gli Elohim si accordarono per diminuire gradualmente la vita umana, per poter controllare le loro creature. La longevità umana trasmessa loro dai geni Elohim viene ridotta da questi ultimi a massimo centoventi anni, dai precedenti novecento, non apportando più il loro DNA.
(Genesi 6, 3)
In questo caso il termine ruach sarebbe usato in senso traslato e figurato per indicare la presenza degli Elohim, in quanto parola polisemica. L'Elohim da cui Abramo fu chiamato si presenta come El Shadday, forse lo stesso Yahweh, e poi egli giurò fedeltà all'Elohim Melchisedec, rappresentante del loro capo Elyon. El Shadday potrebbe essere Yahweh stesso, anche se non c'è certezza; il nome sarebbe da tradurre come un appellativo "El della steppa", "El della montagna", o un'allocuzione rivolta ad Abramo riguardo alle sue caratteristiche ("io sono El Shadday", significante "io sono un El violento"). Questo dimostrerebbe il carattere vendicativo e geloso dell'Elohim, mostrato ad esempio nel Libro dell'Esodo.
«Io sono Yahweh, tuo Elohim, che ti ho fatto uscire dal paese d'Egitto, dalla condizione di schiavitù: non avrai altri Elohim di fronte a me. Non ti farai idolo né immagine alcuna di ciò che è lassù nel cielo né di ciò che è quaggiù sulla terra, né di ciò che è nelle acque sotto la terra. Non ti prostrerai davanti a loro e non li servirai. Perché io, Yahweh, sono il tuo Elohim, un Elohim geloso, che punisce la colpa dei padri nei figli fino alla terza e alla quarta generazione, per coloro che mi odiano, ma che dimostra il suo favore fino a mille generazioni, per quelli che mi amano e osservano i miei comandi.»
(Esodo, 20, 1-6)
Secondo Biglino nella Bibbia non si parla di Dio o realtà spirituali e sovrannaturali, né di demoni o angeli (si veda il libro La Bibbia non parla di Dio), né di peccato originale dato che "cogliere il frutto proibito" (eufemismo ebraico per "avere rapporti sessuali", pur non portando prove documentali per dimostrare questo significato dell'espressione, ma facendo riferimento ad un passo del Libro dei Proverbi in cui si parla dell'adulterio) fu un atto non innaturale in quanto gli adamiti, come gli Homo sapiens, in generale erano fabbricati a somiglianza (con le stesse caratteristiche fisiche e psicologiche ma una vita più corta) degli Elohim, i quali praticavano ampiamente la sessualità. Le proibizioni sessuali nella Torah sarebbero invece da riportare ai desideri del comandante militare Yahweh di possedere un harem e numerosi servitori, per cui secondo lui ci sarebbero state donne dedite alla prostituzione sacra presso la tenda di Yahweh e il Tempio, un divieto apparente della prostituzione per il popolo – in realtà disponibile presso i templi – e la proibizione del sesso non procreativo, in quanto esso non produceva nuovi schiavi per Yahweh, nonché la condanna per l'omosessualità espressa nel Libro del Levitico. Biglino, polemizzando con le parole del papa contro il sesso a pagamento, alla trasmissione radiofonica La Zanzara nel 2018 ha affermato che in ebraico "sacro" e "prostituzione" hanno la stessa radice, come spiegato in alcune conferenze la parola ebraica che significa "mettere a parte, dedicare" (qd-sh, קדש), in quanto trattasi di un servizio accettato come avente funzione sociale.
Vi sarebbero inoltre, nel racconto seguente, degli appartenenti alla casta umana più inclini a collaborare, aventi funzione di dirigenti, portavoce e funzionari intermediari: sia uomini resi longevi dalla terapia genetica (patriarchi antidiluviani, Mosè, Elia, Enoch) sia ibridi derivanti da accoppiamento tra Elohim e umani, come Noè, il quale secondo il libro di Enoch presentava caratteristiche pseudo-albine, attribuite agli Elohim (ed era prodotto geneticamente per essere "integro", come viene definito), oppure prodotti con la procreazione assistita (Isacco, i gemelli Giacobbe ed Esaù, Sansone, Giovanni Battista). Tutti i racconti di esseri definiti semidivini o con nascite particolari (miti di nascite divine nelle dinastie egizie, semidei della mitologia, personaggi storici come Alessandro Magno, ecc.) racconterebbero la stessa storia di unione genetica tra Elohim e uomini.

Vi erano poi i "giganti": i Nefilim che sono ipotizzati essere una specie o tipologia diversa di individui extraterrestri – ostili agli Elohim e agli uomini – provenienti da Orione; varie creature non umane antropomorfe e zoomorfe (ad eccezione delle divinità egizie che sarebbero stati gli Elohim con l'uso di maschere animali), cioè esperimenti genetici degli Elohim come narrato nei racconti sumero-accadici; i Malachim o Malakim (in sumero Igigi, sottoposti degli Anunnaki), o messaggeri degli Elohim (i "vigilanti" di Daniele), non angeli spirituali ma persone fisiche, forse una specie "aliena" intermedia ma, come gli Elohim stessi (a cui sono simili ma di rango minore), essi erano considerati molto attratti dalle donne umane, in particolare dai loro capelli lunghi; il loro comandante sarebbe l'Elohim Michele (identificato anche con Apollo e col dio celtico Belenus), stratega militare; e i Gibborim (singolare "geber", ossia potente, di solito tradotto come "uomini famosi") che erano frutto dell'ibridazione diretta di Elohim e donne umane, come probabilmente Gabriele, Gilgamesh e i semidei; il primo era un portavoce di Yahweh o di un altro El/Elohim, in quanto possibile figlio. Il nome deriva dal titolo geber-El e indicherebbe più individui (un nome funzionale, non personale), sia maschi che femmine, stando a significare "colui esercita il potere per conto di un El". Di questi Elohim, ribelli agli ordini di Elyon, che scesero di propria iniziativa e si accoppiarono con le "figlie degli adam" e della loro discesa come "vigilanti" al tempo di Iared si parla in Genesi, Enoch e nel Libro dei Giubilei. Questo secondo una sua interpretazione del passo della Genesi 6, 1-4, come segue: 

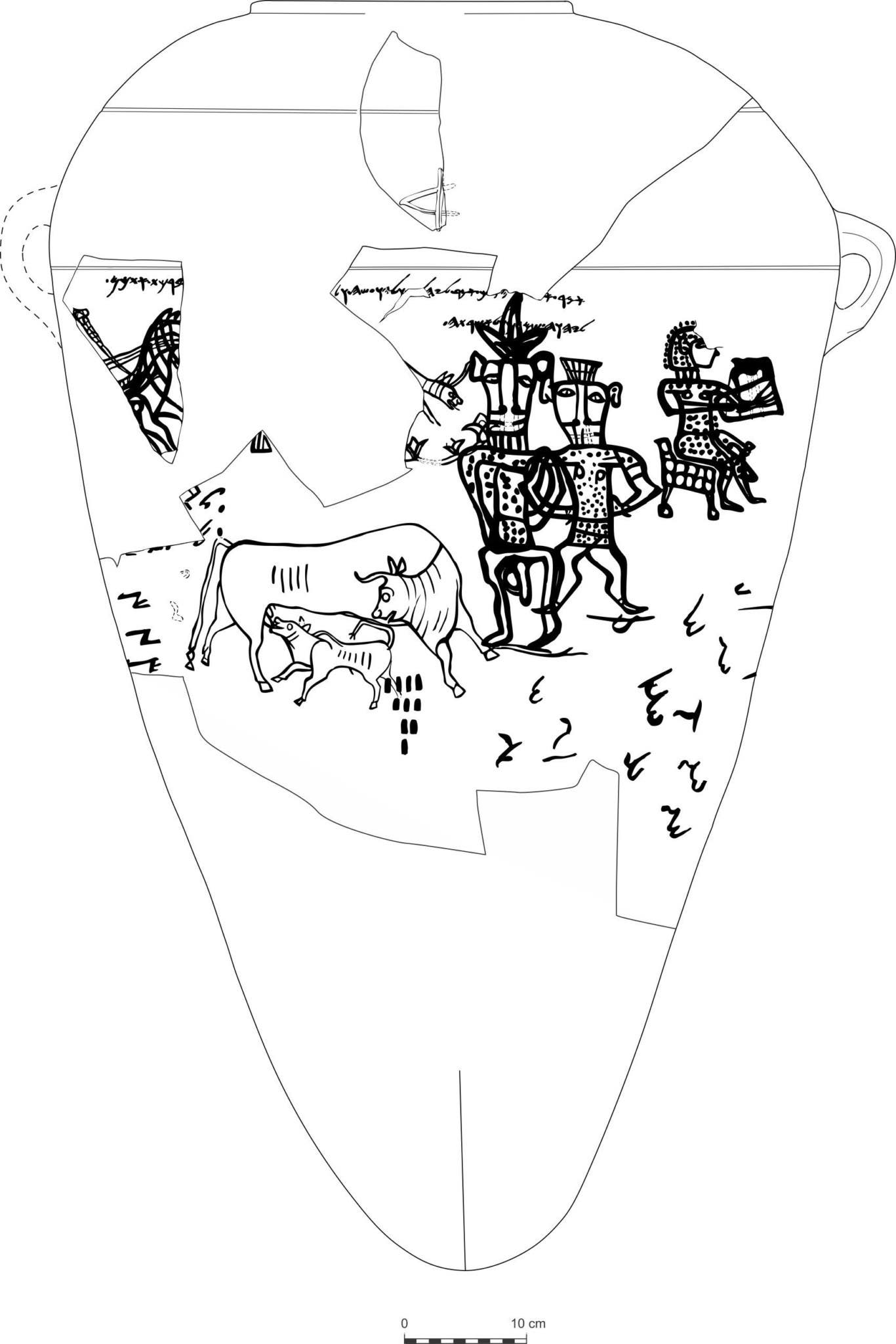
Riproduzione dell'iconografia della giara di Kuntillet Ajrud, con tre figure antropomorfiche e l'iscrizione «Yahweh [...] e la sua Asherah»

Come sostenuto in passato da Zecharia Sitchin, ne La caduta degli dei Biglino afferma che Ur in Mesopotamia ma anche Sodoma sarebbero state rase al suolo da bombardamenti atomici che causarono anche pesanti ricadute radioattive. Sodoma e Gomorra, nonostante l'intercessione di Abramo se almeno vi fossero stati trovati dieci "giusti", sarebbero state distrutte da Yahweh con due ordigni nucleari dopo che i suoi due attendenti avevano verificato, visitando Lot, che i sodomiti non erano circoncisi ed erano loro ostili, e che quindi avevano palesemente rifiutato la sua alleanza militare schierandosi con altri Elohim (il peccato di sodomia sarebbe stata un'invenzione successiva dei compilatori)..
Dopo il diluvio biblico (uno dei diversi che si sarebbero verificati) invece, cioè l'apertura della diga del Gan Eden per eliminare gli individui geneticamente non desiderati nella zona mesopotamica (non tutti gli uomini), Enlil, ex capo del Gan Eden e fratello di Enki, si pente e promette di non sterminare più gli adam, i discendenti di Noè salvati da Enki..
Biglino ne La Bibbia: il regno del nord? incentrato sui rapporti con la mitologia finlandese, e altri, ha anche collegato la leggenda irlandese dei Túatha Dé Danann con il mito greco di Danao e con la Bibbia: secondo lui si tratterebbe della tribù di Dan (con un possibile collegamento anche con la figura di Dina e il profeta Geremia) facendo riferimento ad una frase del Libro dei Giudici pronunciata dalla profetessa Debora: "E Dan perché se ne sta sulle navi?"

#### La nascita delle religioni nella teoria di Biglino
Biglino ha anche sostenuto che Allah (El in arabo) è un Elohim assai simile a Yahweh; Allah potrebbe essere l'Elohim di Ismaele. Entrambi vengono descritti come usanti metodi somiglianti, con mezzi tecnologici e comportamenti uguali, e il Corano è dettato a Maometto dal suo inviato Gabriele; il libro attribuisce ad Allah (il quale presenta in particolare l'affinità all'Anunnaki lunare Sin, forse venerato nel sabismo pre-islamico, ed è con lui identificato da Zecharia Sitchin) quasi tutte le azioni dell'Elohim biblico, identificandoli, come fecero prima i cristiani, con l'unico Dio monoteista.
Riguardo all'effettiva esistenza di Dio, Biglino non ne dichiara né l'esistenza, né l'inesistenza. Secondo lui tutte le grandi religioni organizzate sarebbero quindi spiritualizzazioni di fatti reali mescolando storia e filosofia, "inventate" a partire dal VII-VI secolo a. C. sia come spiegazione data dagli umani sia dagli stessi Elohim o da loro portavoce: facendo leva sui timori innati dell'uomo avrebbero creato le religioni come mezzo di controllo politico considerato più efficace del comando militare diretto, intervenendo direttamente il meno possibile (tramite UFO, direttive politiche, economia o fenomeni religiosi) man mano che la civiltà umana proseguiva tecnologicamente e psicologicamente, e rimanendo lontani o nascosti. Il mondo sarebbe governato secondo le tattiche di guerra e prestito di denaro con usura come descritto in certi passi dell'Antico Testamento.

### Gesù secondo Biglino
Gesù (Yehoshua), il cui vero nome non grecizzato era Giosuè, sarebbe nato da un rapporto o un atto di procreazione assistita fra Maria e il citato Gabriele, inviato degli Elohim (probabilmente non da Yahweh, dato anche che Gesù è chiamato "figlio di Elyon"). Biglino identifica Gabriele con lo Spirito Santo in base ad una sua interpretazione di una frase del cardinale gesuita francese Jean Daniélou (contenuta nel testo La teologia del giudeo-cristianesimo dello studioso francese), accademico di Francia. Giosuè sarebbe nato a Gamala (la cittadina principale degli zeloti) e non a Betlemme, nel 7 a.C. circa, e avrebbe iniziato la sua attività di rabbi messianista nel 26 d.C., quando fu battezzato da Giovanni il Battista, che col battesimo reclutava adepti per una sollevazione contro i Romani, tentando di rinnovare la tradizione farisaica.

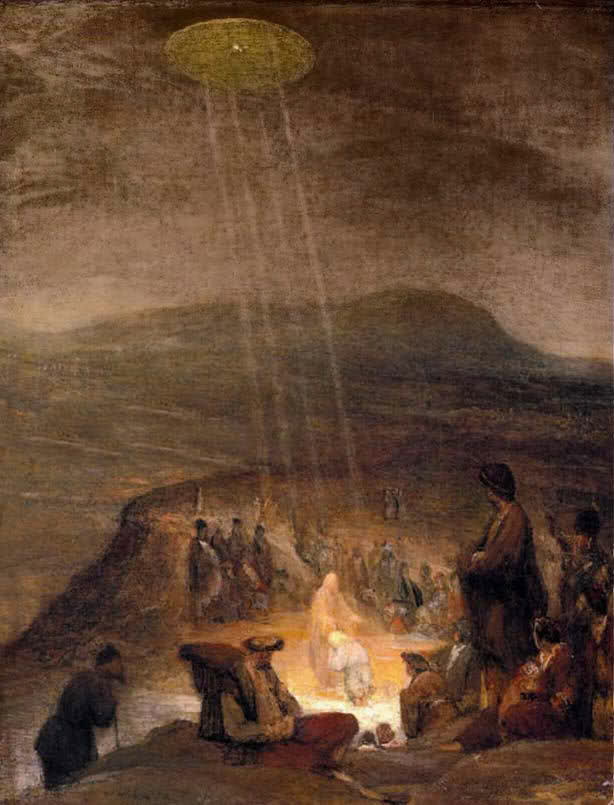
Aert de Gelder, Battesimo di Cristo, uno dei dipinti più citati dagli ufologi secondo la cui interpretazione "clipeologica", si vede nella cosiddetta "gloria" (simbolo artistico), un oggetto tecnologico volante discoidale sovrastante la scena, secondo Biglino il ruach.

Durante il battesimo sarebbe apparso nel cielo soprastante lo "spirito santo" che è identificato stavolta col Ruach, velivolo degli Elohim, e dopo nel deserto un El avversario lo avrebbe tentato a cambiare alleanza. Nella trasfigurazione incontra con tre discepoli, ovvero Pietro, Giacomo e Giovanni, Mosè ed Elia, entrambi "assunti in cielo" (cioè prelevati dal ruach o dalla "nuvola", cioè dal kavod, che sarebbe anche il "carro di fuoco" di cui si parla nel Secondo Libro dei Re e ciò a cui fa riferimento Giuseppe Flavio quando racconta della scomparsa di Mosè) e mantenuti in vita grazie alle tecniche di longevità degli Elohim. Riunì dodici apostoli fra cui Simone lo Zelota, Simone Barjona detto Pietro, Giuda Taddeo, Giuda Iscariota, Giacomo e Giovanni detti Figli del Tuono, tutti nomi che rimandano a partigianeria antiromana. Anche numerose e ricche donne lo seguivano e finanziavano, come Maria Maddalena, Susanna, Giovanna, moglie di un ministro di Erode Antipa; con esse probabilmente gli apostoli avevano rapporti sessuali. Essendo la cultura egemone quella greca, Giosuè aveva forse una relazione pederastica con uno dei suoi seguaci, lo testimonierebbe il ragazzo che fugge nudo dal cenacolo (Marco o Giovanni) nel Vangelo di Marco. L'omosessualità sarebbe stata accettata nel Vangelo, e Biglino fa riferimento all'episodio del "servo del centurione" come interpretato da James Neill e altri biblisti moderni. Maria Maddalena, dato che scioglie i capelli davanti a Giosuè, e la donna ebrea poteva farlo solo davanti ai familiari, era probabilmente sua moglie, mentre un altro Giuda, detto Tommaso (in aramaico) o Didimo (in greco) ovvero "il gemello", per l'appunto, sarebbe stato suo fratello gemello, analogamente a quanto avvenuto con altri parti gemellari indotti dall'intervento degli Elohim e citati nell'Antico Testamento.
Giosuè, "Nazareno", era nato per una rivolta che liberasse Israele, non per una redenzione religiosa o salvezza, non esistendo il peccato originale.
Dopo una interruzione di diversi anni avrebbe ripreso la sua attività, operando prodigi tecnologici o imposture, come per la fittizia guarigione dell'epilettico, guarigioni di malati e supposti morti con la medicina, e la presunta risurrezione di Lazzaro. Aveva seguaci segreti nel sinedrio quali Giuseppe di Arimatea e Nicodemo. Arrestato da una coorte romana nel Getsemani per tramite di Giuda Iscariota e consegnato ai sommi sacerdoti (Giuda lo abbracciò – il famoso "bacio" – per evitare che fosse dai soldati confuso con Tommaso), fu però crocifisso nel 36 d.C. con altri due Zeloti per volere del governatore romano Ponzio Pilato; ma grazie alla spongia soporifera, (ovvero una spugna piena di vino drogato di oppio, mandragora, giusquiamo, cicuta minore e altre sostanze vegetali psicoattive e neurotossiche), rimedio inventato da Ippocrate come forte anestetizzante, per intervento dei suoi presso le guardie, finì in coma e in morte apparente, e grazie alla mancata rottura delle gambe, si salvò, venendo ritenuto morto dai romani; sopravvisse anche al colpo di lancia dei soldati, e dal suo corpo sarebbe forse fuoriuscito anche l'icore, il sangue che nella mitologia greca scorreva nelle divinità. Fu fatto quindi togliere dalla croce ancora vivo da Giuseppe di Arimatea (tesi avanzata in passato dal teologo tedesco Karl Friedrich Bahrdt). Giuseppe e Nicodemo lo medicarono con una quantità enorme aloe e mirra, sostanze cicatrizzanti utilizzate per i feriti gravi, e nella notte due "uomini dal cielo" lo tirarono fuori dal sepolcro; egli sarebbe stato probabilmente incapace di camminare (a causa delle ferite della crocifissione e della flagellazione), come afferma il Vangelo di Pietro. Si rifece vedere ai suoi seguaci e se ne andò dopo su uno dei mezzi degli Elohim, come accennato nei Vangeli attraverso "le porte degli Elohim" di cui parla il Salmo 24, e che sarebbero nominate anche nell'Apocalisse di Pietro. Questo è il sunto della figura storica della storia di "Giosuè il Messia", rivoltoso fallito, come lo presenta Biglino nei due libri Antico e Nuovo Testamento Libri senza dio, e Dei e semidei, e in seguito in Gesù semidio.
In seguito fu Paolo di Tarso (Saulo), ebreo ellenistico, con i suoi seguaci, a creare la narrazione cristiana, spirituale e sessuofoba (a causa della personalità di Saulo stesso il quale secondo Biglino era sessualmente impotente), poi adottata da Costantino come religione di Stato; Paolo fondò quindi la Chiesa cattolica e il cristianesimo come religione (legato secondo lui in maniera diretta alla propagazione del mitraismo), innestate sulla setta zelota di ebrei messianisti guidata da Pietro e dai suoi successori. A suo parere Giuseppe Flavio e l'aristocrazia giudaica trapiantata a Roma avrebbero creato il cristianesimo. Secondo Biglino la predizione dell'impero a Vespasiano da parte di Giuseppe Flavio sarebbe un espediente letterario del medesimo, che avrebbe invece fattivamente finanziato l'ascesa al potere del generale consegnandoli, essendo un sacerdote, l'oro del Tempio di Gerusalemme.
Nei suoi libri si vede attraverso le note che fra i suoi ispiratori figura David Donnini, studioso indipendente che sostiene che il Gesù dei Vangeli è la sintesi di un predicatore maestro di saggezza e di un rivoltoso antiromano figlio di Giuda il Galileo, uniti alle divinità spirituali dei culti iniziatici ellenistici e gnostici, una tesi resa famosa a livello popolare anche da Luigi Cascioli, Emilio Salsi e Giancarlo Tranfo, e presentata la prima volta da Daniel Massé.

### Il numero dielohim
Nel suo libro Antico e Nuovo testamento libri senza Dio, Biglino stila una lista di ben ventitré elohim, di cui la Bibbia documenterebbe l'esistenza (sebbene la tesi di Biglino, che deduce l'esistenza di più elohim guardando semplicemente l'utilizzo da parte degli autori della Bibbia del plurale della parola elohim, non si basi, né si deduca da alcuna fonte attendibile), ossia:
- Astarte, che governa su Sidone
- El Shaddai, colui che si presenta ad Abramo
- Kamosh, che governa su Moab
- Milkom, che governa su Ammon
- Rimmon, che governa su Damasco
- Yahweh, che si rapporta a Mosè e al suo popolo
- L'elohim degli Amorrei
- L'elohim dell'Egitto
- L'elohim di Nachor
- Colui che è rappresentato dal Vitello d'oro
- Il "fabbricatore" dell'Adam
- Il padre di coloro che si accoppiarono con le figlie degli uomini
- L'elohim che si presenta a Giacobbe
- Un elohim che Ietro paragona a Yahweh
- Un elohim che possiede due accampamenti militari avvistati da Giacobbe
- Un elohim al quale l'asservimento è punito da Yahweh con la morte
- Un elohim che comanda sui territori circostanti Israele
- Un elohim a cui Yahweh rifiuta la collaborazione volendo l'esclusiva sulla famiglia di Giacobbe
- Un elohim nuovo, venuto da poco, che gli Israeliti venerano facendo infuriare Mosè
- Un elohim al quale si fanno sacrifici al tempo di Geremia
- Un elohim che presiede un'assemblea con almeno altri due elohim che vi partecipano

## Procedimenti giudiziari

### Il "crack Bersano" del 1990
All'inizio degli anni novanta, Biglino fu inquisito a piede libero, assieme ad altre ventuno persone, all'interno del processo al finanziere torinese Aldo Bersano (poi arrestato), titolare di Fiduciaria Mercurio, All Leasing Italia, IFC e altre, per fatti risalenti fino al 1988, in base alla chiamata in correità di Bersano. I reati contestati agli indagati erano bancarotta fraudolenta (nel suo caso "bancarotta cosiddetta impropria", cioè il reato attribuito ai dipendenti diretti di un imprenditore che compie bancarotta), truffa, appropriazione indebita e violazione delle normative CONSOB, attraverso la vendita di strumenti finanziari (soprattutto a pensionati dell'area piemontese) e la realizzazione di una serie di operazioni finanziarie di facciata, volte a svuotare le varie società finanziarie. Biglino, in particolare, è stato accusato di aver ricavato, come broker di Mercurio s.p.a., tra la fine del 1984 e l'inizio del 1988, circa un miliardo e 463 milioni di lire in provvigioni dalla vendita di strumenti finanziari, pur risultando nullatenente.
Nell'ottobre del 1991, dopo che la Cassazione aveva annullato la decisione del GIP di dichiarare nulla l'inchiesta per insufficienza di prove per configurare un rinvio a giudizio, è stato condannato in primo grado a quattro anni e mezzo di reclusione per "bancarotta impropria", e posto agli arresti domiciliari, ridotti in appello a due anni e quattro mesi l'anno successivo In alcuni articoli in questione si fa riferimento al nome "Maurizio Biglino" anziché "Mauro". Nel marzo del 1993 in un ulteriore processo è stato condannato a due anni e due mesi dal GIP con rito abbreviato. Invece, il solo Bersano con i soci fu condannato a rifondere 21 miliardi.
In seguito alla concessione delle attenuanti generiche, e in conseguenza dell'istituto del cumulo giuridico per reato continuato, è stata chiesta l'unificazione della pena dei due processi agli appellanti, con condanna a due anni e due mesi, già scontati di fatto in detenzione domiciliare.

## Critiche
A fronte del successo come autore, il suo lavoro è stato analizzato in un saggio di Stefano Bigliardi, pubblicato sulla pagina web del CESNUR, che si concentra sia sul contenuto, sia sulla ricezione di tale lavoro. Lo studio riconosce che alcune ipotesi presenti nei suoi libri sembrano apporti originali di Biglino, ma evidenzia anche come la cornice del suo lavoro sia la stessa di altri scrittori del filone paleoastronautico, a cui sono già state avanzate nel tempo numerose critiche. Il saggio sottolinea inoltre che Biglino tende a presentarsi al grande pubblico come uno studioso, pur evitando di fatto le modalità di comunicazione e costruzione della conoscenza che caratterizzano gli studiosi veri e propri (in primis le pubblicazioni basate su revisione paritaria). Secondo tale studio il fascino di Biglino si spiega con la capacità di mescolare temi e forme argomentative tipiche del complottismo con altri tipici dell'ateismo, risultando così in grado di interessare vari e vasti tipi di pubblico. Stefano Bigliardi attribuisce inoltre a Biglino una notevole capacità affabulatoria e di autopromozione.

### Critiche sulla traduzione di Biglino della parola אֱלוֹהִים (elohîm)
In un saggio di Manuel Ceccarelli sulla rivista Studi e materiali di storia delle religioni dell'Università La Sapienza vengono analizzate criticamente alcune delle affermazioni di Biglino (per esempio la traduzione del termine אֱלוֹהִים "elohîm"), mettendo in evidenza come il suo approccio sia caratterizzato dal metodo di analisi pseudo-scientifico tipico della letteratura paleoastronautica. Il saggio si concentra su come viene diffuso e recepito il lavoro di Biglino all'interno degli ambienti della spiritualità alternativa. Secondo l'autore l'adesione alle teorie di Biglino rientra nei processi di "individualizzazione religiosa" e, nelle sue forme estremizzanti, arriva a configurarsi come una "quasi religione". Questa interpretazione è stata ripresa e approfondita da Stefano Bigliardi in un articolo pubblicato in un volume dedicato alle "ufo religions". Bigliardi analizza la produzione di Biglino con particolare riferimento alle sue tecniche comunicative, facendo anche riferimento al crack Bersano.
Anche in due articoli apparsi su un sito web di informazione cattolica, Giovanni Marcotullio disapprova le tesi di Biglino, ritenendole prive di fondamento, affrontando la questione della pseudo-scientificità della teoria paleoastronautica unitamente alla controversia sul plurale/singolare nella traduzione del termine elohîm. Infatti, per Biglino il fatto che il termine elohîm si trovi al plurale anziché al singolare, quando si riferisce a Dio, sta a significare che gli autori della Bibbia, in realtà, volessero indicare ai posteri che si stessero riferendo a più esseri e non a uno solo e per di più esseri provenienti dallo spazio. Biglino difende la sua metodologia asserendo che essa si basa sull'ipotizzare che quanto riportato nei testi sia vero, senza dare interpretazioni personali. In realtà, nella Bibbia ebraica elohim, quando significa Dio d'Israele, è di solito grammaticalmente al singolare. In Genesi 1:26 abbiamo un connubio di entrambe le forme(singolare prima e plurale poi): "E Dio disse: 'Facciamo (plurale) l'uomo a nostra immagine, a nostra somiglianza'." L'orientalista Wilhelm Gesenius (1786–1842) e altri grammatici ebraisti tradizionalmente lo descrivono come pluralis excellentiae (plurale d'eccellenza), che è simile al pluralis majestatis (plurale maiestatico, o il "Noi reale"). Altro esempio di pluralis excellentiae quale usanza ebraica di esprimere la grandezza di qualcosa pluralizzandone il nome è la bestia Behemoth (בהמות), derivato dalla forma plurale dell'ebraico בהמה (bəhēmāh - animale). Esistono alcune eccezioni alla regola che elohim venga accordato al singolare quando ci si riferisce al Dio d'Israele, tra cui Genesi 20:13; 35:7; 2 Samuele 7:23 e Salmi 58:11 e in particolare l'epiteto del "Dio vivente" (Deuteronomio 5:26 ecc.), che è costruito con l'aggettivo al plurale, elohim hayiym in ebraico אלהים חיים‎?, ma regge comunque verbi al singolare.
Altre critiche riguardo all'ipotesi Elohim, come descritta dalla lettura di Biglino, sono venute da Massimo Polidoro del CICAP e da un ebraista, Giuseppe Cuscito; quest'ultimo nel suo articolo on-line, riporta che alcune lingue, molto più antiche dell'ebraico, come il fenicio o l'accadico, erano solite utilizzare stili linguistici, dove veniva impiegato il plurale per indicare delle divinità al singolare e pertanto l’ipotesi di Biglino per cui il plurale elohim indicherebbe sempre una pluralità di individui e che dei teologi ebrei avrebbero nel corso dei secoli cambiato i verbi al singolare, dimenticandosi di cambiare elohim al singolare, è inverosimile, poiché l'archeologia attesta che lingue più antiche dell'ebraico potevano utilizzare il plurale per indicare delle divinità al singolare, essendo modi di esprimersi comuni nel medio oriente. Il termine ugaritico equivalente a elohîm, cioè 'ilhm, è invece usato per una pluralità di divinità nella religione cananea.

### Critiche sulla traduzione di Biglino del verbo בָרָא (bara')
Tra le altre critiche mosse avverso le traduzioni di Biglino, troviamo altresì la disputa sul problema legato alla traduzione del verbo בָרָא (bara'), che secondo Biglino vorrebbe dire solo "separare nello spazio", e mai fare, creare o plasmare, mentre tale verbo, in tutti i dizionari di ebraico viene tradotto proprio con "fare, creare, produrre, plasmare". A controprova di quanto detto da Biglino, alcuni citano, ad esempio, il passo della Bibbia nel libro della Genesi, capitolo 1, versetto 21, dove si trova scritto che Dio creò (parola indicata nel testo ebraico dal verbo bara') i mostri marini; qualora si traducesse il verbo bara' con il significato di "separare nello spazio", la frase smetterebbe di avere un senso logico e correlato al contesto del libro; oppure viene citato, il libro dell'Esodo, capitolo 34, versetto 10, dove è scritto che Dio farà (parola indicata anche qui nel testo ebraico dal verbo bara') meraviglie e anche in questo caso, qualora il verbo bara' fosse tradotto con "separare nello spazio", la frase perderebbe il suo senso compiuto, giacché le meraviglie si fanno, si creano e non si separano nello spazio.

### Critiche sulla tesi di Biglino inerente all'intervento alieno nella formazione della vita e delle specie sulla terra
Il divulgatore Dario Bressanini ha illustrato in prima persona come Mauro Biglino abbia del tutto travisato il contenuto di un suo articolo pubblicato da Le Scienze; le fusioni e le mutazioni genetiche avvenute nella famiglia dei frumenti e che portarono alla comparsa del moderno grano non possono considerarsi indizio di un'azione esterna o attestare l'intervento volontario di una razza più evoluta. Anche il sito bufale.net si rifà a Bressanini mettendo in seria discussione l'ipotesi sull'origine del grano menzionata da Biglino, il quale avrebbe studiato il fenomeno insieme a Pietro Buffa, biologo molecolare che millanterebbe collaborazioni con l'università di Catania.

## Opere

### Collaborazione alla traduzione interlineare
- (HE, GRC, LA, IT) Piergiorgio Beretta (a cura di), Cinque Meghillôt: Rut, Cantico dei cantici, Qohelet, Lamentazioni, Ester, in Bibbia Ebraica Interlineare, traduzione di Mauro Biglino, Cinisello Balsamo, Edizioni San Paolo, 2008, ISBN 978-88-215-6301-0.
- (HE, GRC, LA, IT) Piergiorgio Beretta (a cura di), I profeti minori: Osea, Gioele, Amos, Abdia, Giona, Michea, Naum, Abacuc, Sofonia, Aggeo, Zaccaria, Malachia, in Bibbia Ebraica Interlineare, traduzione di Mauro Biglino, Cinisello Balsamo, Edizioni San Paolo, 2009, ISBN 978-88-215-6647-9.

### Saggi
- Mauro Biglino, Chiesa romana cattolica e massoneria. Realmente così diverse?, 1ª ed., Collegno, Infinito Records Edizioni, 2009, ISBN 978-88-903697-3-5.; Orbassano, Uno Editori, 2009, ISBN 978-88-97623-13-7
- Mauro Biglino, Resurrezione reincarnazione. Favole consolatorie o realtà?, 1ª ed., Collegno, Infinito Records Edizioni, 2009, ISBN 978-88-903697-4-2.; Orbassano, Uno Editori, 2009, ISBN 978-88-97623-17-5
- Mauro Biglino, Il libro che cambierà per sempre le nostre idee sulla Bibbia, Orbassano, Uno Editori, 2010, ISBN 978-88-97623-10-6.
- Mauro Biglino, Il Dio alieno della Bibbia, Orbassano, Uno Editori, 2011, ISBN 978-88-97623-07-6.
- Mauro Biglino, Non c'è Creazione nella Bibbia. La Genesi ci racconta un'altra storia, Orbassano, Uno Editori, 2012, ISBN 978-88-97623-55-7.
- Mauro Biglino, La Bibbia non è un libro sacro, Orbassano, Uno Editori, 2013, ISBN 978-88-97623-75-5.
- Mauro Biglino, La Bibbia non parla di Dio: uno studio rivoluzionario sull'Antico Testamento, Milano, Mondadori, 2015, ISBN 978-88-04-65529-9.
- Mauro Biglino, Antico e Nuovo Testamento: libri senza Dio. Come le religioni sono state costruite a tavolino per mantenere il potere, Orbassano, Uno Editori, 2016, ISBN 978-88-98829-81-1.
- Mauro Biglino, Il Falso Testamento. Creazione, miracoli, patto d'alleanza: l'altra verità dietro la Bibbia, Milano, Mondadori, 2016, ISBN 978-88-04-66448-2.
- Mauro Biglino, La Bibbia è un libro di storia. La Trilogia dei Bestseller (Ed. in unico volume aggiornata e con capitolo inedito), Orbassano, Uno Editori, 2017  [2014], ISBN 978-88-99912-16-1.
- Mauro Biglino e Enrico Baccarini, La caduta degli Dei. Bibbia e testi induisti: la storia va riscritta, Orbassano, Uno Editori, 2017, ISBN 978-88-99912-26-0.
- Mauro Biglino, Stefano Bollani, Anne Givaudan e Igor Sibaldi, Dialoghi tra Alieni. Conversazioni su universi vicini e lontani, Arte di Essere e Trigono Edizioni, settembre 2017, ISBN 978-88-99994-01-3.
- Mauro Biglino e Lorena Forni, La Bibbia non l'ha mai detto. Perché la legge di Dio non deve diventare la legge degli uomini, Milano, Mondadori, ottobre 2017, ISBN 978-88-04-68428-2.
- Mauro Biglino, Degenesi. Pensavo fosse amore invece era Yahweh, illustrazioni di Don Alemanno, Orbassano, Uno Editori, marzo 2018, ISBN 978-88-99912-65-9.
- Mauro Biglino e Pietro Buffa, Resi umani. Da organismi scimmieschi all'ominide pensante, una storia ancora da scrivere, Orbassano, Uno Editori, maggio 2018, ISBN 978-88-99912-77-2.
- Mauro Biglino e Massimo Barbetta, Le porte degli Elohim. Ipotesi bibliche ed extrabibliche da Adamo al Gan Eden, Torino, Uno Editori, dicembre 2018, ISBN 978-88-3380-000-4.
- Mauro Biglino e Francesco Esposito, Dei e semidei. Il Pantheon dell'Antico e del Nuovo Testamento, Torino, Uno Editori, maggio 2019, ISBN 978-88-3380-022-6.
- Mauro Biglino e Cinzia Mele, Gli dei baltici della Bibbia. L'Israele che non ti aspetti, Torino, Uno Editori, dicembre 2019, ISBN 978-88-3380-052-3.
- Mauro Biglino, Mauro Biglino incontra i teologi. Cosa dice davvero la Bibbia?, Torino, Uno Editori, dicembre 2020, ISBN 978-88-3380-174-2.
- Mauro Biglino e Giorgio Cattaneo, La Bibbia nuda, Milano, Tuthi, marzo 2021, ISBN 9788894611700.
- Mauro Biglino e Cinzia Mele, La Bibbia. Il regno del nord?, vol. 1, Torino, Uno Editori, novembre 2021, ISBN 978-88-3380-214-5.
- Mauro Biglino, Gli dèi della Bibbia. Sulle tracce degli antichi Creatori [Gods of the Bible. A new interpretation of the Bible reveals the oldest secret in history], illustrazioni di Simone Brucato, Torino, Tuthi, 2023, ISBN 9788894611755.
- Mauro Biglino e Francesco Esposito, Gesù semidio., Torino, Tuthi, giugno 2024, ISBN 979-1298509306.
- Mauro Biglino e Erich von Däniken, Cieli in fiamme: Guerre, macchine e tecnologie nei testi antichi, Torino, Tuthi, giugno 2025, ISBN 979-1298509320.

### Romanzi grafici
Serie di romanzi a fumetti scritti da Biglino e disegnati da Riccardo Rontini.
- Mauro Biglino e Riccardo Rontini, Il Preludio, collana Elohim, vol. 1, 1ª ed., Orbassano, Uno Editori, 2014, ISBN 978-88-98829-16-3.
- Mauro Biglino e Riccardo Rontini, Il Preludio (a colori), collana Elohim, vol. 1, 1ª ed., Orbassano, Uno Editori, 2016, ISBN 978-88-99917-00-5.
- Mauro Biglino e Riccardo Rontini, Il Preludio, collana Elohim, vol. 1, 2ª ed., Bousbach, Lux-Co Éditions, 2019, ISBN 978-2-902114-40-5.
- Mauro Biglino e Riccardo Rontini, In Principio, collana Elohim, vol. 2, Orbassano, Uno Editori, 2015, ISBN 978-88-98829-35-4.
- Mauro Biglino e Riccardo Rontini, In Principio (a colori), collana Elohim, vol. 2, Orbassano, Uno Editori, 2017, ISBN 978-88-99917-03-6.
- Mauro Biglino e Riccardo Rontini, In Principio, collana Elohim, vol. 2, 2ª ed., Bousbach, Lux-Co Éditions, 2020, ISBN 978-2-902114-37-5.
- Mauro Biglino e Riccardo Rontini, Il Frutto, collana Elohim, vol. 3, Orbassano, Uno Editori, 2015, ISBN 978-88-98829-47-7.
- Mauro Biglino e Riccardo Rontini, La Sentenza, collana Elohim, vol. 4, Orbassano, Uno Editori, 2015, ISBN 978-88-98829-56-9.
- Mauro Biglino e Riccardo Rontini, Gli Adamiti, collana Elohim, vol. 5, Orbassano, Uno Editori, 2015, ISBN 978-88-98829-63-7.
- Mauro Biglino e Riccardo Rontini, Le Generazioni, collana Elohim, vol. 6, Orbassano, Uno Editori, 2016, ISBN 978-88-98829-70-5.
- Mauro Biglino e Riccardo Rontini, Le Unioni, collana Elohim, vol. 7, Orbassano, Uno Editori, 2016, ISBN 978-88-98829-87-3.
- Mauro Biglino e Riccardo Rontini, Il Viaggiatore, collana Elohim, vol. 8, Orbassano, Uno Editori, 2016, ISBN 978-88-98829-92-7.
- Mauro Biglino e Riccardo Rontini, I Giganti, collana Elohim, vol. 9, Orbassano, Uno Editori, 2016, ISBN 978-88-98829-96-5.
- Mauro Biglino e Riccardo Rontini, Il Codice, collana Elohim, vol. 10, Orbassano, Uno Editori, 2016, ISBN 978-88-99917-01-2.
- Mauro Biglino e Riccardo Rontini, La Torre, collana Elohim, vol. 11, Orbassano, Uno Editori, 2017, ISBN 978-88-99912-52-9.
- Mauro Biglino e Riccardo Rontini, Il Patriarca, collana Elohim, vol. 12, Orbassano, Uno Editori, 2017, ISBN 978-88-99912-50-5.
- Mauro Biglino e Riccardo Rontini, Il Giuramento, collana Elohim, vol. 13, Orbassano, Uno Editori, 2018, ISBN 978-88-99912-72-7.
- Mauro Biglino e Riccardo Rontini, Le alleanze, collana Elohim, vol. 14, Orbassano, Uno Editori, 2018, ISBN 978-88-99912-95-6.
- Mauro Biglino e Riccardo Rontini, Il castigo, collana Elohim, vol. 15, Orbassano, Uno Editori, novembre 2018, ISBN 978-88-33800-08-0.

## Filmografia

### Cinema
- Creators - The Past, regia di Piergiuseppe Zaia (2019) - nel ruolo di se stesso[109]

### Documentari
- 2015 – Mauro Biglino, L'invenzione di Dio. La Bibbia non è un libro sacro, DVD, Macro Video Gruppo Editoriale Macro, ISBN 9788864121437.
- 2019 – Lorenzo Andreaggi, Quando gli Dei crearono l'uomo, DVD Uno Editori, ISBN 9788833800110.

## Televisione

### Documentari
- Elisabetta Mirarchi, Speciale TG1: Figli delle stelle, TG1, Rai 1, 20 novembre 2022.[110]